# Eroll Zejnullahu
Eroll Zejnullahu (Berlino, 19 ottobre 1994) è un calciatore tedesco naturalizzato kosovaro, centrocampista del Bayreuth.

## Biografia
Nato e cresciuto in Germania ma è di origini kosovare-albanesi.

## Carriera

### Club
Nella stagione 2013-2014 ha giocato 3 partite in 2. Bundesliga con l'Union Berlino, club con cui ha giocato in questa categoria anche nelle stagioni successive, per un totale di 81 partite in questa categoria (13 delle quali durante un periodo in prestito al Sandhausen. Nel 2021 si è trasferito agli slovacchi del Nitra, con cui ha disputato 8 partite nella prima divisione slovacca.

### Nazionale
Il 25 maggio 2014 esordisce con la nazionale kosovara nell'amichevole tra Senegal-Kosovo (3-1).

## Statistiche

### Presenze e reti nei club
Statistiche aggiornate al 29 marzo 2016.
| Stagione                | Squadra                 | Campionato              | Campionato | Campionato | Coppe nazionali | Coppe nazionali | Coppe nazionali | Coppe continentali | Coppe continentali | Coppe continentali | Altre coppe | Altre coppe | Altre coppe | Totale | Totale |
| Stagione                | Squadra                 | Comp                    | Pres       | Reti       | Comp            | Pres            | Reti            | Comp               | Pres               | Reti               | Comp        | Pres        | Reti        | Pres   | Reti   |
| ----------------------- | ----------------------- | ----------------------- | ---------- | ---------- | --------------- | --------------- | --------------- | ------------------ | ------------------ | ------------------ | ----------- | ----------- | ----------- | ------ | ------ |
| 2012-2013               | Union Berlino II        | RLN                     | 6          | 0          | -               | -               | -               | -                  | -                  | -                  | -           | -           | -           | 6      | 0      |
| feb.-giu. 2013          | Union Berlino           | BL2                     | 2          | 0          | CG              | 0               | 0               | -                  | -                  | -                  | -           | -           | -           | 2      | 0      |
| 2013-2014               | Union Berlino II        | RLN                     | 21         | 4          | -               | -               | -               | -                  | -                  | -                  | -           | -           | -           | 21     | 4      |
| apr.-giu. 2014          | Union Berlino           | BL2                     | 3          | 0          | CG              | 0               | 0               | -                  | -                  | -                  | -           | -           | -           | 3      | 0      |
| ago.-ott. 2014          | Union Berlino II        | RLN                     | 3          | 1          | -               | -               | -               | -                  | -                  | -                  | -           | -           | -           | 3      | 1      |
| Totale Union Berlino II | Totale Union Berlino II | Totale Union Berlino II | 30         | 5          |                 |                 |                 |                    |                    |                    |             |             |             | 30     | 5      |
| 2014-2015               | Union Berlino           | BL2                     | 23         | 0          | CG              | 0               | 0               | -                  | -                  | -                  | -           | -           | -           | 23     | 0      |
| 2015-2016               | Union Berlino           | BL2                     | 21         | 1          | CG              | 0               | 0               | -                  | -                  | -                  | -           | -           | -           | 21     | 1      |
| Totale Union Berlino    | Totale Union Berlino    | Totale Union Berlino    | 49         | 1          |                 | 0               | 0               |                    |                    |                    |             |             |             | 49     | 1      |
| Totale carriera         | Totale carriera         | Totale carriera         | 79         | 6          |                 | 0               | 0               |                    |                    |                    |             |             |             | 79     | 6      |